# Dune: Prophecy
Pour les articles homonymes, voir Dune (homonymie).
Production
Diffusion
Dune: Prophecy est une série télévisée américaine produite par le studio Legendary TV et diffusée depuis le 17 novembre 2024 sur la chaîne HBO,,,.
Cette série dérivée se déroule 10 000 ans avant les événements du film Dune et est basée, mais de façon extrêmement lointaine dans la mesure où l'intrigue est totalement différente de même que les personnages, sur le roman La Communauté des sœurs de Brian Herbert (le fils de Frank Herbert) et Kevin J. Anderson, : elle suit les sœurs Harkonnen alors qu'elles combattent les forces qui menacent l'avenir de l'humanité et établissent la secte légendaire du Bene Gesserit.
Johan Renck réalise l'épisode pilote de cette préquelle du film Dune de Denis Villeneuve,,,,, avant de quitter le projet en février 2023,,.

## Synopsis
L'humanité voyage à travers l'univers et s'est installée sur des milliers de planètes. Quelque part, une sororité se transforme peu à peu et donne naissance au Bene Gesserit.
Ses membres poursuivent un objectif bien précis, tout en se mêlant aux manœuvres politiques qui parcourent l'Imperium, jusqu'à les amener sur la mystérieuse planète Arrakis.

## Distribution

### Acteurs principaux
- Emily Watson (VF : Isabelle Gardien) : Mère supérieure Valya Harkonnen
  - Jessica Barden (VF : Fanny Bloc) : Valya Harkonnen, jeune
- Olivia Williams (VF : Anne Rondeleux) : Sœur Tula Harkonnen
  - Emma Canning (en) (VF : Sarah Barzyk) : Tula Harkonnen, jeune
- Travis Fimmel (VF : Alexis Victor) : Desmond Hart
- Jodhi May (VF : Hélène Bizot) : l'impératrice Natalya
- Mark Strong (VF : Éric Herson-Macarel) : l'empereur Javicco Corrino
- Sarah-Sofie Boussnina (VF : Elisabeth Ventura) : la princesse Ynez
- Chloe Lea (VF : Jaynélia Coadou) : Sœur Lila
- Chris Mason (en) (VF : Léo Dussollier) : Keiran Atreides
- Shalom Brune-Franklin (VF : Mélissa Berard) : Mikaela
- Jade Anouka (en) (VF : Fily Keita) : Sœur Theodosia
- Edward Davis : baron Harrow Harkonnen
- Josh Heuston (en) (VF : Léo Faure) : prince Constantine Corrino
- Faoileann Cunningham (VF : Thaïs Laurent) : Sœur Jen
- Aoife Hinds (en) (VF : Olivia Nicosia) : Sœur Emeline

### Acteurs récurrents
- Barbara Marten (VF : Annie Sinigalia) : Sœur Avila
- Camilla Beeput (en) (VF : Marie Bouvier) : Dorotea

### Invités
- Jihae (VF : Jade Phan-Gia) : Mère Kasha Jinjo
  - Yerin Ha : Kasha, jeune
- Cathy Tyson (en) (VF : Maïk Darah) : Mère supérieure Raquella Berto-Anirul
- Hannah Khalique-Brown (en) : Sœur Farouz
- Flora Montgomery : Mère Vera
- Brendan Cowell (en) (VF : Laurent Maurel) : le duc Ferdinand Richèse
- Laura Howard : la duchesse Orla Richèse
- Sam Spruell (VF : David Krüger) : Horace
- Karima McAdams (VF : Edwige Lemoine) : Sœur Nazir
- Polly Walker (VF : Juliette Degenne) : Sonia Harkonnen
- Mark Addy (VF : Paul Borne) : baron Evgeny Harkonnen
- Earl Cave (en) (VF : Tom Trouffier) : Griffin Harkonnen
- Milo Callaghan (VF : Martin Faliu) : Orry Atreides
- David Bark-Jones (en) : Vergyl Harkonnen
- Archie Barnes (en) : Albert
- Tanya Moodie (en) : Anirul (voix)
- Lucy Russell : Diseuse de Vérité de la maison Gbangbala
- Tabu (VF : Géraldine Kannamma) : Sœur Francesca
  - Charithra Chandran (VF : Zina Khakhoulia) : Francesca, jeune

 Source et légende : version française (VF) sur RS Doublage et selon les cartons du doublage français.

## Production

### Genèse
La série (initialement intitulée Dune: The Sisterhood) est une adaptation du roman La Communauté des sœurs de Brian Herbert et Kevin J. Anderson. Cette version cinématographique trouve son origine dans la fascination que Villeneuve a toujours éprouvée pour l'ordre du Bene Gesserit, un ordre mystique composé de femmes aux pouvoirs mystérieux qui manœuvrent habilement dans la politique et les intrigues de l'Imperium : « Les Bene Gesserit m'ont toujours fasciné. Centrer une série sur cet ordre puissant de femmes me semble non seulement pertinent et inspirant, mais participe à une vraie dynamique dans le monde des séries »,,,,,.

### Développement
En juin 2019, la plate-forme de streaming de WarnerMedia passe commande de ce spin-off de Dune,,. Il s'agit de la troisième commande officielle d'une série pour la plate-forme.
Denis Villeneuve en est le producteur exécutif, avec Brian Herbert, Byron Merritt et Kim Herbert qui représentent les ayants-droit de Frank Herbert.
Le scénario de la série est initialement confié à Jon Spaihts, co-scénariste du long métrage de Villeneuve,,, mais, en novembre 2019, il quitte son poste de show runner  (auteur-producteur) de la série car Legendary TV n'est pas satisfaite du script initial produit par lui et décide de le retirer de la série afin qu'il puisse se concentrer sur l'écriture du scénario de la suite du film Dune,,,,,. Il reste cependant un des producteurs exécutifs de la série,,.
Spaihts est remplacé en juillet 2021 comme show runner  de la série par Diane Ademu-John, scénariste des séries The Haunting of Bly Manor, Empire et The Originals,,,,,.
Villeneuve est initialement cité comme réalisateur de l'épisode pilote de cette préquelle de son film Dune,,, mais, trop occupé par Dune 2, il est remplacé en avril 2022 par Johan Renck, le réalisateur de la série Chernobyl et du film Spaceman,,,.
Le 28 février 2023, Deadline Hollywood annonce que la série, dont la production a commencé fin novembre 2022 à Budapest, « subit un changement créatif, un changement de réalisateur et une refonte ». Un porte-parole de HBO Max déclare alors à Deadline : « Des changements créatifs sont apportés à la production dans le but de créer la meilleure série possible et de rester fidèle au matériel source. Johan Renck a terminé son travail sur la série et un nouveau réalisateur sera engagé ; d'un commun accord, Johan poursuit d'autres projets. De plus, Shirley Henderson quittera la série et ne jouera plus Tula Harkonnen »,. Deadline fait état de rumeurs selon lesquelles « l'approche de Renck ne correspondait pas à la vision du streamer pour la série et s'écartait du look des films de Denis Villeneuve »,. Par ailleurs, la scénariste Diane Ademu-John, qui avait écrit le scénario du pilote, laisse le rôle de showrunner de la série à Alison Schapker,,.
Le 19 décembre 2024, la série est renouvelée pour une seconde saison.

### Attribution des rôles
Le 4 octobre 2022, on annonce qu'Emily Watson et Shirley Henderson incarneront respectivement Valya Harkonnen et Tula Harkonnen, les Sœurs Harkonnen qui ont accédé au pouvoir dans la Sororité, une organisation secrète de femmes qui deviendront les Bene Gesserit,,.
L'actrice Indira Varma est d'abord annoncée pour interpréter l'impératrice Natalya, épouse de l'empereur Corrino, mais, à cause de conflits d'agenda, elle est remplacée par Jodhi May.

### Tournage
Le tournage démarre en novembre 2022 aux studios d'Origo Film à Budapest en Hongrie, où Denis Villeneuve et son équipe ont tourné une grande partie de leur premier film.
La Hongrie est devenue l'une des principales destinations de tournage en Europe de l'Est grâce à sa politique fiscale, à une équipe qualifiée et à des coûts de production moins élevés que dans d'autres parties de l'Europe, des mesures qui ont largement bénéficié au film Dune de Villeneuve.
En mai 2024, Max met en ligne le premier trailer de la série, dans lequel on retrouve l'esthétique des films Dune de Denis Villeneuve.

### Fiche technique
- Titre original et français : Dune: Prophecy
- Réalisation : Johan Renck (épisode pilote)[8],[9]
- Scénario : Diane Ademu-John[22],[26],[18],[27],[28]
- Production : Denis Villeneuve, Brian Herbert, Byron Merritt, Kim Herbert, Kevin J. Anderson[1]
- Sociétés de production : Legendary TV[1],[17],[23],[24]
- Pays de production :  États-Unis
- Langue originale : anglais
- Format : couleur
- Genre : Science-fiction
- Durée : 52 minutes
- Date de première diffusion : 17 novembre 2024[35]

### Diffusion
La série, initialement prévue pour une sortie sur la plateforme Max de Warner Bros. Discovery, est finalement présentée comme une série originale de HBO à partir de juillet 2024.

## Épisodes
La première saison est constituée de six épisodes et diffusée depuis le 17 novembre 2024 sur HBO.
| no                                                                                               | Titre français Titre original                 | Réalisation      | Scénario                                      | Première diffusion |
| ------------------------------------------------------------------------------------------------ | --------------------------------------------- | ---------------- | --------------------------------------------- | ------------------ |
| 1                                                                                                | La main sur le pouvoir The Hidden Hand        | Anna Foerster    | Diane Ademu-John                              | 17 novembre 2024   |
| - Citation : « La victoire est célébrée dans la lumière, mais elle est remportée dans l'ombre ». |                                               |                  |                                               |                    |
| 2                                                                                                | Deux louves Two Wolves                        | John Cameron     | Elizabeth Padden et Kor Adana                 | 24 novembre 2024   |
| 3                                                                                                | La Communauté avant tout Sisterhood Above All | Richard J. Lewis | Monica Owusu-Breen et Jordan Goldberg         | 1er décembre 2024  |
| 4                                                                                                | Né deux fois Twice Born                       | Richard J. Lewis | Kevin Lau et Suzanne Wrubel                   | 8 décembre 2024    |
| 5                                                                                                | Dans le sang la vérité In Blood, Truth        | Anna Foerster    | Carlito Rodriguez et Leah Benavides Rodriguez | 15 décembre 2024   |
| 6                                                                                                | L'ennemi suprême The High-Handed Enemy        | Anna Foerster    | Elizabeth Padden et Suzanne Wrubel            | 22 décembre 2024   |

## Accueil critique
Sur le site agrégateur de critiques Rotten Tomatoes, la série obtient un score de 70 % de critiques positives. Sur Metacritic, elle reçoit un score de 64 % sur la base de 34 critiques collectées, indiquant des avis « généralement favorables » tandis que le site IMDb lui attribue la note de 7,3⁄10.
Le Nouvel Obs considère que, passé le premier épisode, le reste de la série est dans « l'ensemble froid, mécanique, dépourvu d'intensité et de mystère, affirmant que cette série repose bel et bien sur du sable ».
De son côté, Le Monde salue la série pour son respect du texte de Frank Herbert ainsi que son originalité propre. En revanche, Première note que la série multiplie les personnages de façon froide au milieu de somptueux décors et d'une intrigue politique passionnante.
Télérama voit des hauts et des bas selon les épisodes, affirmant que cela reste distrayant.
Libération et La Croix apprécient la série, tandis que La Libre estime l'ambition que porte la série de recréer l'univers d'Herbert.
Par ailleurs, The Guardian remarque positivement le côté féministe et la critique subtile du patriarcat développée par la série tout en soulignant une lenteur dans les épisodes. Le Soir note lui aussi le rôle des femmes fortes dans la série sans pour autant tomber dans des clichés.
Les Échos compare la série à un jeu de pouvoir complexe qui se découvre au fil des épisodes.
Les Inrockuptibles juge négativement la série pour son côté minimaliste, sa ressemblance avec Game of Thrones et la lourdeur des épisodes fait avant tout pour les fans d'Herbert.
La Liberté estime que la série « souffre un peu de l'austérité de son univers ».
Los Angeles Times nuance fortement sa critique écrivant que cette série est à la fois grandiose et ridicule.